# 糙皮長吻鰩
糙皮長吻鰩（學名：Dipturus trachyderma），為軟骨魚綱鰩目鰩科長吻鰩屬的一種，被IUCN列為瀕危保育類動物，分布於東南太平洋智利至西南大西洋阿根廷、烏拉圭和巴西海域，深度93至450公尺，體長可達264公分，棲息在大陸棚及大陸坡沙泥底質海域，為底棲性魚類，肉食性，以硬骨魚與甲殼動物為食，卵生，生活習性不明。